# Die zwölf Stühle (1962)
Die zwölf Stühle ist ein kubanischer Film. Er basiert auf dem gleichnamigen Roman von Ilja Ilf und Jewgeni Petrow. Er ist die erste Verfilmung des Romans, dessen Ausgangssituation und die Namen der Figuren dem Originalroman nachempfunden sind, auch wenn die Handlung in der Neuzeit auf Kuba spielt.

## Handlung
Der enteignete Großgrundbesitzer Hipólito erfährt von seiner sterbenden Schwiegermutter, dass in einem von zwölf Stühlen, die in ihrem ehemaligen Gutshaus standen, Diamanten versteckt sind. In dem Haus befindet sich nun ein Altersheim. Hipólito trifft hier auf seinen ehemaligen Diener Óscar. Gemeinsam machen sie sich auf die Suche nach den Stühlen. Die Suche wird zu einem Wettlauf mit der Zeit, denn auch der Beichtvater der Schwiegermutter ist hinter den Diamanten her. Bei der Suche wird Óscar durch seinen Einfallsreichtum bald zum dominierenden Part. Die Suche führt in mehrere Privathaushalte, ein Krankenhaus und einen Zirkus. Den richtigen Stuhl finden sie zu spät. Die in ihm versteckten Juwelen wurden bereits zufällig entdeckt und zum Bau einer Bibliothek verwendet.

## Kritik
„Über die technischen Unvollkommenheiten des Films – die kubanische Filmproduktion ist noch jung – tragen die temperamentvolle Regie und das komödiantische Spiel der Hauptdarsteller hinweg. Anklänge an den Stil der Stummfilmgroteske und eine breit ausgespielte Situationskomik sind recht vergnüglich.“

„Es ist ein durchaus amüsanter, sehenswerter Film, eine Satire auf jene Schmarotzer, die auch nach der Revolution lieber vom erschlichenen Geld als von ihrer Hände Arbeit leben wollen.“

„In diesem kubanischen Streifen erhält das Ganze eine deutliche kritische Richtung, denn unter der Volksherrschaft ist die Schatzsuche eines heruntergekommenen einstigen Reichen und seines zur bestimmenden Persönlichkeit aufsteigenden ehemaligen Dieners anachronistisch und daher bereits heiter.“